# 斯拉維揚諾謝爾布斯克

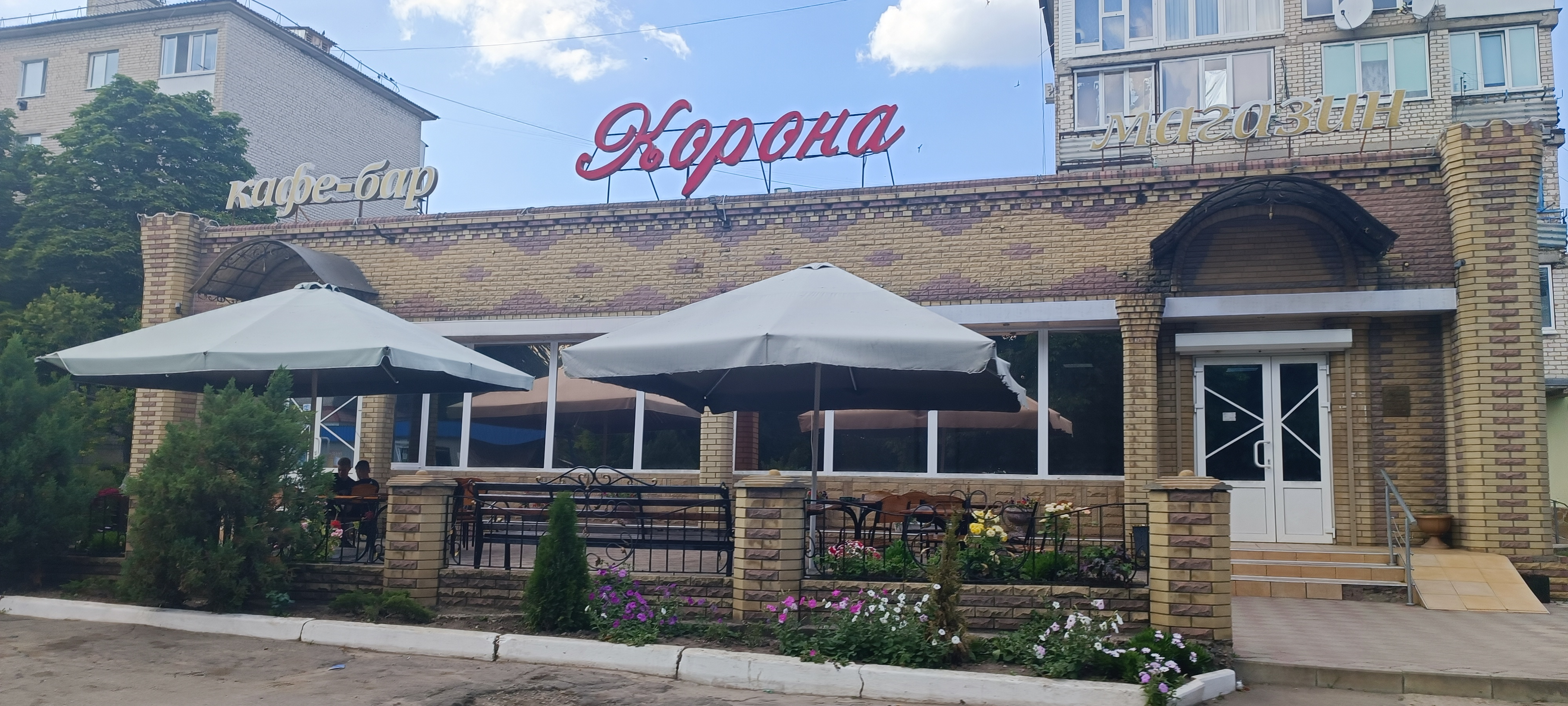
咖啡厅

斯洛夫揚諾塞爾布斯克（羅馬化：Slovianoserbsk），又譯斯洛維亞諾塞爾布斯克，或按俄語名譯斯拉維揚諾謝爾布斯克，是位於烏克蘭東部的鎮，由盧甘斯克州阿尔切夫斯克区的濟莫戈里耶市鎮負責管轄，亦曾為斯拉維揚諾謝爾布斯克區被撤消前的行政中心。該鎮建於1753年，面積4.97平方公里，2011年人口8,065，人口密度每平方公里1,623人。